# Vire (Fluss)
Die Vire ist ein Fluss in Frankreich, der in der Region Normandie verläuft. Sie entspringt an der Gemeindegrenze von Chaulieu und Truttemer-le-Petit, entwässert generell Richtung Nord bis Nordwest, erreicht nördlich von Saint-Lô den Regionaler Naturpark Marais du Cotentin et du Bessin und mündet nach rund 128 Kilometern nördlich von Isigny-sur-Mer, an der Gemeindegrenze von Les Veys und Osmanville, in einem Ästuar in den Ärmelkanal. Auf seinem Weg durchquert die Vire die Départements Calvados und Manche.

## Orte am Fluss
Orte entlang des Flusses sind:
- Département Calvados (14): Vire, Pont-Farcy
- Département Manche (50): Tessy-sur-Vire, Troisgots, Torigni-sur-Vire, Condé-sur-Vire, Sainte-Suzanne-sur-Vire, Saint-Lô, Rampan, Pont-Hébert, La Meauffe, Cavigny

## Nebenflüsse
- Virène (13 km) bei Vire von links
- Allière (18 km) bei Vire von rechts
- Brévogne (17 km) bei La Graverie von links
- Souleuvre (19 km) beim Ort Souleuvre, Gemeinde Souleuvre en Bocage, von rechts
- Drôme (17 km) bei Sainte-Marie-Outre-l’Eau von links
- Jacre (14 km) bei Domjean von rechts
- Joigne (13 km) bei Saint-Lô von links
- Elle (32 km) bei Neuilly-la-Forêt von rechts
- Aure (82 km) bei Isigny-sur-Mer von rechts

## Hydrologie und Wasserqualität
Das meist bräunliche Wasser der Vire wird von Lumina Tech mit einem pH-Wert von 8,31 als leicht alkalisch ausgewiesen. Das Gewässer ist relativ trüb, mit einer Secchi-Scheibe wurde eine Sichttiefe von 12 cm ermittelt.
Ähnlich zum größeren Fluss Orne unterliegt auch das Einzugsgebiet der Vire einem maritim geprägten Klima. Dies äußert sich durch niedrige Wasserstände. Die Abflussmenge beträgt im August nur 2,34 m³/s, im Gegensatz zum jährlichen Mittelwert von 12,6 m³/s. Dies verhindert aber nicht das gelegentliche Auftreten von Hochwasser. Gelegentlich ereignen sich katastrophale Überschwemmungen, so wie etwa 1843, als zahlreiche Gewitter den Fluss in Saint-Lô über die Ufer treten ließen und damit niedriger gelegene Viertel überfluteten.

## Schifffahrt
Knapp unterhalb von Saint-Fromond zweigt links der ehemalige Schifffahrtskanal Canal de Vire et Taute ab, der eine Verbindung zwischen den Flussen Vire und Taute herstellt.